# 美川英二
美川 英二（みかわ えいじ、1933年8月17日 - 1999年6月19日）は、日本のラグビー選手、実業家。元横河電機社長。

## 来歴
大阪府三島郡千里村（現：吹田市)出身で吹田市立千里第二小学校を卒業した。慶應高校に入学。高校時代よりラグビー部に所属した。1952年に慶應義塾大学法学部に入学し、蹴球部（ラグビー部）に所属した。
大学を卒業した1956年4月より横河電機製作所 (現：横河電機) に入社してからも同社ラグビー部に所属して海外での試合にも出場した。横河電機では測定器及び人事部に所属されてキャリアを積み、人事部長やシステム営業本部長を経て、1976年6月に取締役に就任した が、入社20年目での取締役就任は横河正三に次ぐ2番目の早さであった。
1982年6月に常務取締役、1983年4月に常務取締役兼営業統括部長、1985年7月に代表取締役常務、1986年6月に代表取締役専務、1991年6月に代表取締役副社長を歴任。1993年6月より代表取締役社長に就任した。1983年には常務として北辰電機製作所との合併を手掛け、社長時には山一證券（1997年11月自主廃業）の職員から36歳以上を中心に25名の雇用を受け入れる決断を行った。
1999年6月19日午後1時10分、東京都新宿区の病院で胆管細胞癌により死去した。6月21日に横河電機社葬が行われた。

## エピソード
- 副社長在任中の1990年より美川の主導で横河電機サッカー部（現：東京武蔵野シティFC）の強化に乗り出してブラジル人監督や選手の補強を行い、1994年1月に自らJFL入りを目指すと宣言した[7]。なお、サッカー部は全国社会人サッカー選手権大会（1993年）や全国地域サッカーリーグ決勝大会（1998年）での優勝を経て、美川が死去した1999年にJFLへ昇格した。
- 長らくゼネラル・エレクトリック社のCEOを務め、「伝説の経営者」と呼ばれたジャック・ウェルチは、美川のことを彼こそ経営の神様だと高く評価していた。美川の経営手法は終身雇用を最重視し、企業の適正規模は今のコンピューター社会でも2000人までが限度と説き、総務課までをも社内分社化するというもので、「リストラ」や「ダウンサイジング」を重視したジャック・ウェルチとは真逆のものだった。